# Yushi Yamaya
Yushi Yamaya (山谷 侑士 Yamaya Yūshi?, Yokosuka, Kanagawa, 11 de junio de 2000) es un futbolista japonés que juega como mediocampista en el Akademisk Boldklub de la Segunda División de Dinamarca.

## Clubes
| Club                         | País      | Año       |
| ---------------------------- | --------- | --------- |
| Yokohama F. Marinos          | Japón     | 2019-2022 |
| Mito HollyHock (cedido)      | Japón     | 2020      |
| Kagoshima United FC (cedido) | Japón     | 2021      |
| Yokohama FC (cedido)         | Japón     | 2022      |
| Geylang International F. C.  | Singapur  | 2023      |
| Akademisk Boldklub           | Dinamarca | 2024-     |

## Palmarés

### Títulos nacionales
| Título    | Club                | País  | Año  |
| --------- | ------------------- | ----- | ---- |
| J1 League | Yokohama F. Marinos | Japón | 2019 |